# Question of Faith
«Question of Faith» es un sencillo del grupo Lighthouse Family publicado como su cuarto sencillo de su segundo álbum Postcards from Heaven. La canción está producida por Mike Peden. El sencillo fue publicado en octubre de 1998 y alcanzó el top 20 de las listas del Reino Unido al igual que el top 70 en Europa y el 90 en Holanda. 

## Listado de pistas
| #               | Título                                    | Duración |
| --------------- | ----------------------------------------- | -------- |
| UK CD single #1 |                                           |          |
| 1.              | "Question of Faith" (7" mix)              | 3:52     |
| 2.              | "Question of Faith" (Idjut Boys Mix Edit) | 4:24     |
| 3.              | "Question of Faith" (Disco Central Mix)   | 8:58     |

| #               | Título                                                                                  | Duración |
| --------------- | --------------------------------------------------------------------------------------- | -------- |
| UK CD single #2 |                                                                                         |          |
| 1.              | "Question of Faith" (7" Mix)                                                            | 3:52     |
| 2.              | "Question of Faith" (Itaal Shur's Main Mix)                                             | 7:28     |
| 3.              | "Question of Faith" (Phil "The Kick Drum" Dane & Matt Smith's Under Pressure Vocal Mix) | 8:33     |

## Lista
Question of Faith alcanzó el puesto 21 de la lista de sencillos del Reino Unido y estuvo durante cinco semanas. En Europa alcanzó el 71  en el Eurochart Hot 100 y el 83 en las listas holandesas durante dos y seis semanas respectivamente
| Listas (1998)       | Posición |
| ------------------- | -------- |
| UK Singles Chart    | 21       |
| Eurochart Hot 100   | 71       |
| Dutch Singles Chart | 83       |